# Jane Grant

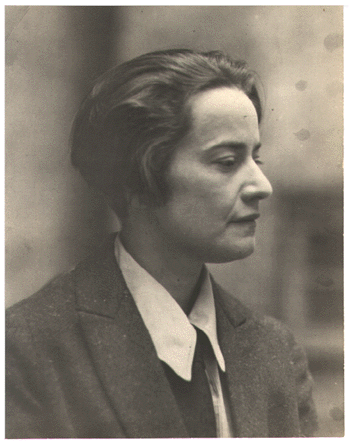
Jane Grant, um 1935

Jane Grant, eigentlich Jeanette Cole (* 1892 in Joplin, Missouri; † 1972 in Litchfield, Connecticut), war eine US-amerikanische Journalistin und Feministin sowie Gründerin der New Yorker Zeitung Women’s Club und Mitbegründerin des Magazins The New Yorker. 

## Leben
Jeanette Cole stammte aus einer wohlhabenden Familie und machte eine Ausbildung als Sängerin. Als 16-Jährige ging sie nach New York City und nahm den Namen Jane Grant an. Um ihren Lebensunterhalt zu finanzieren, schrieb sie einige Artikel für die The New York Times. Mit dem Kritiker Alexander Woollcott und mit der Schriftstellerin Janet Flanner verband sie bald eine enge Freundschaft. 

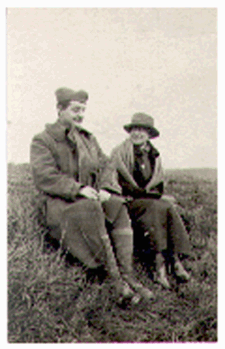
Alexander Woollcott und Jane Grant in Frankreich, um 1919

Beim Ausbruch des Ersten Weltkriegs kam Grant mit einer Broadway-Gruppe nach Frankreich, wo sie in Paris dem Amerikanischen Roten Kreuz beitrat und sich bei der Truppenbetreuung engagierte. Hier lernte sie ihren ersten Ehemann, den Journalisten Harold Ross (1892–1951), kennen und heiratete ihn im Mai 1919. Zur selben Zeit führte Woollcott sie in den literarischen Zirkel im Algonquin Hotel, genannt Algonquin Round Table, einer losen Gruppe von Journalisten, Literaten und Schauspielern, ein. 
Im Jahre 1921 gründete Grant zusammen mit Ruth Hale die Frauenrechtsorganisation Lucy Stone League, deren Ziel es unter anderem war, dass Frauen nach der Heirat ihren Geburtsnamen behalten können. Ihre Beiträge zum feministischen Denken bildete eine zentrale Brücke zwischen dem Feminismus der 1920er und dem der 1970er Jahre. Ihre Ehe scheiterte und wurde 1928 geschieden. Als Journalistin für die The New York Times war sie hinsichtlich der Frauenthemen ihrer Zeit weit voraus und begründete damit ihren späteren Erfolg. Jane Grant spielte eine entscheidende Rolle bei der Entwicklung der New Yorker Zeitschrift.
Im Jahr 1939 heiratete sie William B. Harris (1890–1981), den Herausgeber der Zeitschrift Fortune. In den folgenden Jahren nahmen ihre Aktivitäten in der Frauenbewegung weiter zu, was zu einer Reaktivierung der Lucy Stone League führte. Ihre Arbeit für die Rechte der Frauen setzte sie in den 1960er Jahren in den Bewegungen von Equal Rights Amendment (ERA) und International Council of Women (ICW) fort. 
Jane Grant starb an den Folgen eines Herzinfarkts auf ihrem Landsitz in Litchfield, Connecticut. Ihr Ehemann gründete eine Stiftung an der University of Oregon, um jungen Frauen ein Studium zu ermöglichen. Nach seinem Tod im Jahre 1981 vermachte er der Stiftung, die den Namen seiner verstorbenen Frau trägt, 3,5 Millionen US-Dollar. 